# Calosota tullii
Calosota tullii är en stekelart som beskrevs av Girault 1934. Calosota tullii ingår i släktet Calosota och familjen hoppglanssteklar. Inga underarter finns listade.